# Godofredo
Godofredo es un nombre propio masculino de origen germánico en su variante en español. 
Godofredo o su variante Gofredo, también Gottfred, Gottfrid, Godafrid (nórdico antiguo: Guðfríðr; femenino Gudfrid, del nórdico antiguo Guðfríðr) es uno de los más populares en la Era vikinga y que ha sobrevivido hasta hoy. La etimología procede del original y más antiguo GuðfriðuR, del protogermánico *guða [dios(es)] y *friðuR (protección), por lo que se puede interpretar como «protegido de los dioses». La variante hiberno-nórdica es Gofraid.

## Santoral
8 de noviembre: San Godofredo, obispo.

## Variantes
- Femenino: Godofreda.
- Forma hiberno-nórdica: Gofraid.

| Variantes en otras lenguas | Variantes en otras lenguas |
| -------------------------- | -------------------------- |
| Español                    | Godofredo                  |
| Alemán                     | Gottfried                  |
| Aragonés                   | Godofré                    |
| Catalán                    | Jofre, Guifré              |
| Checo                      | Godfrid                    |
| Danés                      | Godfred                    |
| Escocés                    | Goraidh                    |
| Esloveno                   | Godfrej                    |
| Esperanto                  | Gotfredo                   |
| Euskera                    | Godepirda                  |
| Francés                    | Godefroy                   |
| Griego                     | Γοδεφρείδος (Godefreídos)  |
| Holandés                   | Godfried                   |
| Húngaro                    | Gotfrid                    |
| Inglés                     | Godfrey, Geoffrey          |
| Irlandés                   | Gofraidh                   |
| Islandés                   | Guðfríður                  |
| Italiano                   | Goffredo                   |
| Latín                      | Godefridus                 |
| Lituano                    | Gotfridas                  |
| Noruego                    | Godfred                    |
| Polaco                     | Gotfryd                    |
| Portugués                  | Godofredo                  |
| Ruso                       | Готфрид (Gotfrid)          |
| Sardo                      | Goffrèdu                   |
| Serbio                     | Готфрид (Gotfrid)          |
| Sueco                      | Gottfrid                   |
| Ucraniano                  | Готфрід (Gotfrid)          |